# ویکتور لیندبرگ
ویکتور لیندبرگ (انگلیسی: Victor Lindberg; ۲۶ ژوئیهٔ ۱۸۷۵ – ۲۸ آوریل ۱۹۵۱) بازیکن واترپلو فیجی‌تبار اهل نیوزیلند بود که در بازی‌های المپیک تابستانی ۱۹۰۰ به‌همراه تیم ملی واترپلو بریتانیا به مقام قهرمانی این مسابقات رسید.